# Peter Aumer

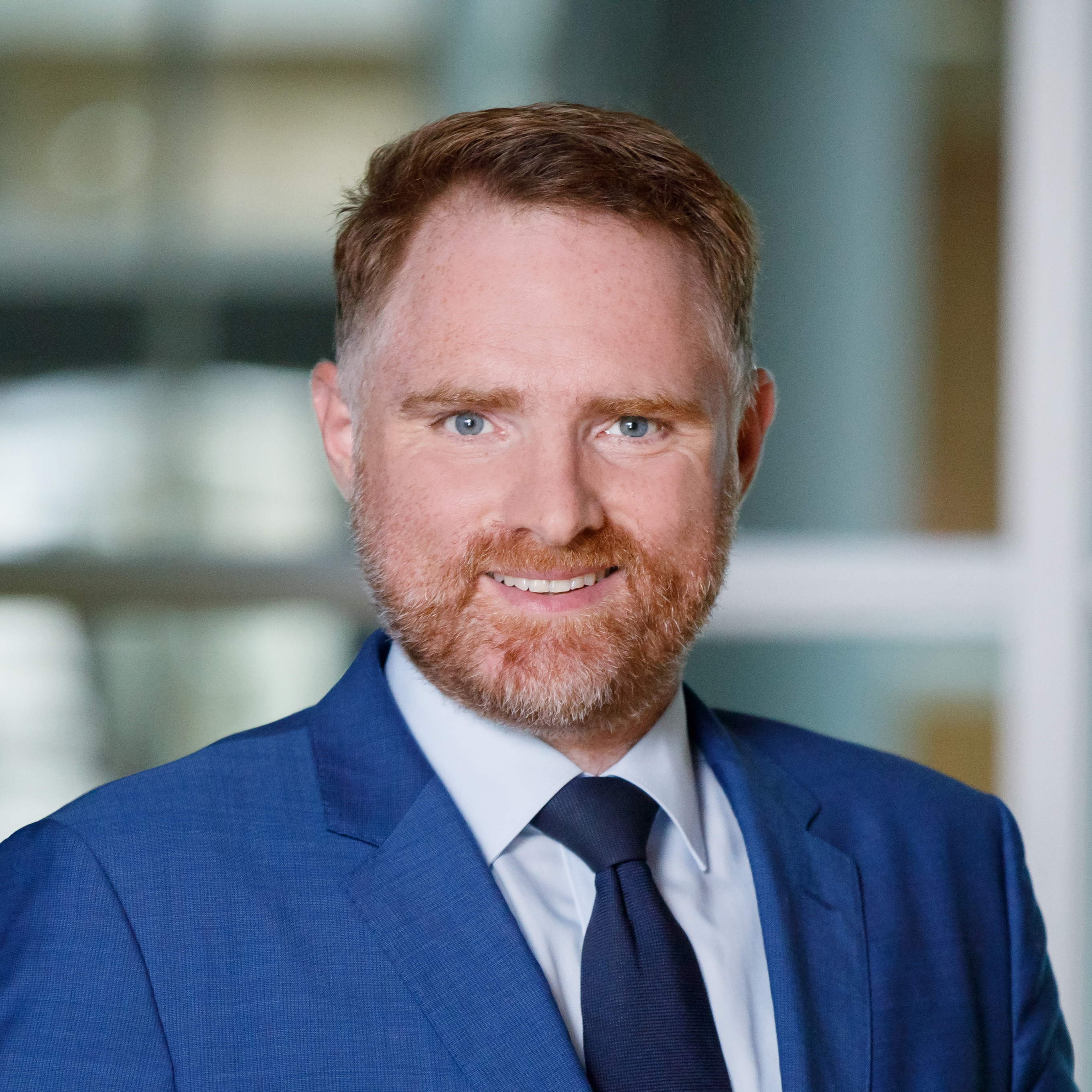
Peter Aumer (2018)

Peter Aumer (nascido em 17 de abril de 1976) é um político alemão. Nascido em Regensburg, Baviera, ele representa a CDU. Peter Aumer serviu como membro do Bundestag para Regensburg, no estado da Baviera, de 2009 a 2013 e desde 2017.

## Vida
Ele tornou-se membro do bundestag após as eleições federais alemãs de 2017. É membro da Comissão de Trabalho e Assuntos Sociais.